# Poupée de cire, poupée de son

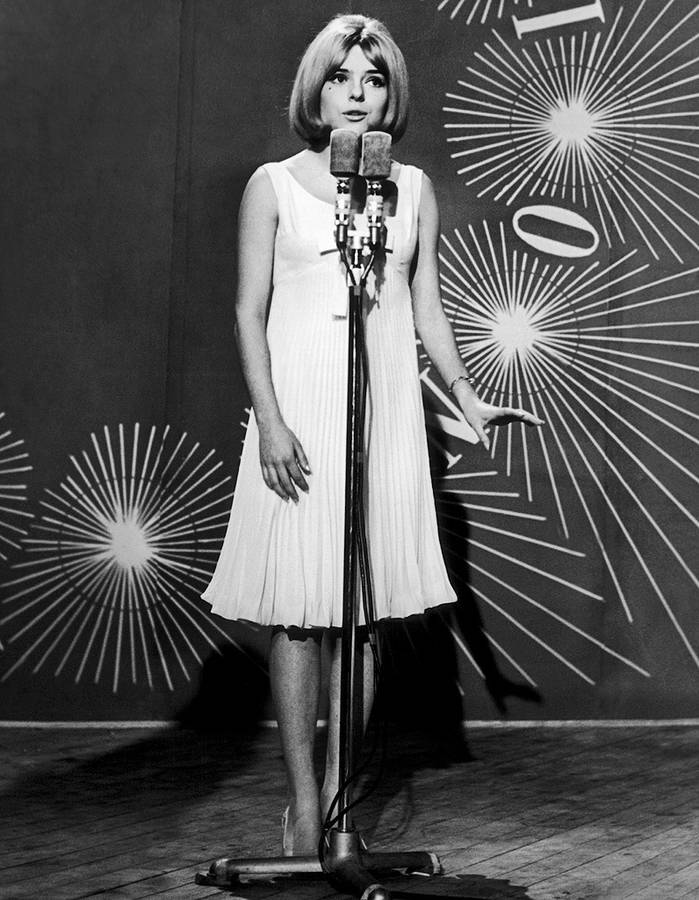
France Gall framför "Poupée de cire, poupée de son".

Poupée de cire, poupée de son var Luxemburgs vinnande bidrag till Eurovision Song Contest 1965 i Neapel, Italien. Den skrevs av Serge Gainsbourg och framfördes av den franska sångerskan France Gall. Sången utnämndes 2005 till en av de bästa Eurovision-låtarna.
Dess svenska version heter Det kan väl inte jag rå för och framfördes av danskan Gitte Hænning, men en direkt översättning av sångens titel är Docka av vax, docka av sågspån. Eftersom låten innehåller många tvetydigheter är det svårt att översätta.

## Listplaceringar
| Lista (1965)  | Placering        |
| ------------- | ---------------- |
| Finland       | 5                |
| Flandern      | 4                |
| Frankrike     | 2                |
| Nederländerna | 6                |
| Norge         | 1                |
| Sverige       | 6 (Kvällstoppen) |
| Sverige       | 5 (Tio i topp)   |
| Vallonien     | 3                |
| Västtyskland  | 2                |
| Österrike     | 10               |

### Fotnoter
1. ↑  ”Listplacering”. http://suomenlistalevyt.blogspot.com/2015/08/g-gin.html. Läst 18 mars 2021.
2. ↑  ”Listplacering”. https://www.ultratop.be/nl/song/21b8/France-Gall-Poupee-de-cire,-poupee-de-son. Läst 18 mars 2021.
3. ↑  ”Listplacering”. https://books.google.se/books?id=gCgEAAAAMBAJ&pg=PA21&redir_esc=y#v=onepage&q&f=false. Läst 18 mars 2021.
4. ↑  ”Listplacering”. http://dutchcharts.nl/showitem.asp?interpret=France+Gall&titel=Poup%E9e+de+cire%2C+poup%E9e+de+son&cat=s. Läst 28 april 2011.
5. ↑  ”Listplacering”. http://norwegiancharts.com/showitem.asp?interpret=France+Gall&titel=Poup%E9e+de+cire%2C+poup%E9e+de+son&cat=s. Läst 28 april 2011.
6. ↑  Hallberg, Eric (1993). Kvällstoppen i P3 (1:a uppl.). ISBN 91-630-2140-4
7. ↑  Hallberg, Eric (1998). Tio i topp - med de utslagna på försök 1961-74 (1:a uppl.). ISBN 91-972712-5-X
8. ↑  ”Listplacering”. https://www.ultratop.be/fr/song/21b8/France-Gall-Poupee-de-cire,-poupee-de-son. Läst 18 mars 2021.
9. ↑  ”Listplacering”. http://www.charts-surfer.de/. Läst 18 mars 2021.
10. ↑  ”Listplacering”. http://austriancharts.at/showitem.asp?interpret=France+Gall&titel=Poup%E9e+de+cire%2C+poup%E9e+de+son&cat=s. Läst 28 april 2011.